# 雪潭紹璞
雪潭紹璞（せったんしょうぼく、享和元年（1801年） - 明治6年（1873年）9月18日）は、江戸時代末期から明治時代初期の臨済宗妙心寺派の僧。

## 経歴
享和元年（1801年）、紀伊国牟婁郡高池村（現在の和歌山県東牟婁郡古座川町）に生まれた。
12歳にして、牟婁郡の大泰寺に入って剃髪し、桐岳から禅を学んだが、18歳の時に志を立てて寺を出た。
美濃に至り、郡上八幡の慈恩寺、加茂郡加治田村の龍福寺で修業の後に、天保2年（1831年）、桐岳の後を受けて大泰寺の住持となった。
天保12年（1841年）、岐阜瑞龍寺塔頭の天澤院に入って民衆の教化にあたった。
弘化4年（1847年）、天澤院から加茂郡の正眼寺に入山すると、太極唯一の隠居後から167年間続いていた輪住制を独住制に改めて鐘楼を修復し僧堂を設置し、妙心寺の命により正眼寺は修行僧の専門道場とした。この間、住持を務めたのは120人で平均勤務は1.39年であった。
雪潭紹璞は身体が小さく、身長は五尺(1.52m)、体重は十貫(37.5kg)に満たなかったが、声は雷鳴の如く大きく轟き、「雷雪潭」と呼ばれた。修行も厳しく、天下に「鬼叢林」の名声を残した。
安政6年（1859年）、正眼寺において関山慧玄滅後、五百年大遠諱法要を行った。
慶応元年（1865年）5月、美濃長良の眞福寺に隠居した。雪潭紹璞が隠居後は、泰龍文彙が法灯を嗣いだ。
慶応3年(1867年)、孝明天皇より、真如明覚禅師の名号を賜った。
明治6年（1873年）9月18日、真福寺で示寂した。